# 石门寺 (天祝)
石门寺，藏语称“嘉格戎雅隆图尔钦噶丹贤巴林”（yar-lung-thur-chen-dgon-dg'a-ldn-bums-pa-gling），简称“嘉格戎寺”或者“雅隆图尔钦寺”，位于甘肃省武威市天祝藏族自治县石门镇。

## 历史
石门寺的旧寺初建于明朝崇祯初年，由达纳活佛罗桑丹巴曲吉尼玛创建，他是天祝县松山达隆寺第二世达垅仓活佛。他出生在青海省夏琼寺附近的多巴村，5岁时在扎藏寺（位于今临夏）坐床，开始学经，后来赴西藏拉萨哲蚌寺郭芒扎仓学习，并且在昂仁地方巡回辩经，曾在札什伦布寺任密宗喇嘛。后来，根据班禅的授记回到安多，先后任韩达垅寺、天堂寺、先明寺、大通大寺、郭隆寺等寺的法台。在主持修建了石门寺后，他又修建了松山达隆寺。他曾为石门寺、松山达隆寺及所属谿卡庄园之事，四次赴北京觐见清朝康熙帝，被任命为茶关司达喇嘛。他还曾为寺院事务四次赴西藏。康熙帝之母逝世后，他赴北京诵经超度，并为全国大旱作法求雨，获康熙帝宠信，被封为呼图克图，御赐全套马鞍鞯、48两金的黑金印以及白檀木印各一枚，另赐圣旨封册、皇室文书、匾额、虎牌等等。
石门寺初建时，位于今址稍靠上一些，即旧寺寺址。清朝顺治九年（1652年），五世达赖在赴北京途中曾到该寺。清朝雍正元年，青海蒙古贵族罗卜藏丹津反清，青海的个别寺院及藏族部落受其煽动或欺骗，也参与其反清活动。故甘肃、青海地区民众遭到杀戮，寺院遭到毁坏。石门寺便是在雍正二年（1724年）被清军焚毁。
康熙六十年（1721年），六世达赖仓央嘉措自内蒙古阿拉善来到青海赛库寺，石门寺及所属四大部落的头人前往朝拜，并请仓央嘉措主持石门寺政，仓央嘉措遂赴石门寺任法台。当时，嘉格戎六部以及十三寺僧众1500多骑，举办了迎佛仪式，仓央嘉措登上石门寺法座。雍正二年（1724年），石门寺遭清军焚毁。雍正三年（1725年），仓央嘉措便开始筹备恢复该寺，新选了寺址，即如今的寺址。雍正五年（1727年），正式开工建设，雍正九年（1731年）基本完工，仅大经堂便耗银7000两。乾隆八年（1743年），该寺竣工，称为“达布寺”，清朝御赐匾额为“格丹勒措哇”（意为宗喀巴的信徒），朝廷还发给250名僧人的供奉，并赐藏文版大藏经《甘珠尔》及《丹珠尔》。
自此，石门寺重兴，僧众曾发展至800人，一度该寺喇嘛获得各种格西学位者达80多名，其中仅拉然巴格西便达20余人。最知名的僧人是在拉卜楞寺获得多然巴学位的华锐·罗桑饶布萨，为十三世达赖的副经师，著有《华锐饶布萨文集》一部，1991年由中国藏学出版社出版。
清朝同治五年（1866年），反清起事的河州回民领袖马占鳌率部进入河西，攻占天祝县，石门寺局部遭到破坏。
清朝乾隆后至中华人民共和国成立初期，该寺为内蒙古阿拉善旗巴让克寺（即阿拉善南寺，又称广宗寺）的属寺。中华人民共和国成立初期，该寺有2座经堂，昂欠有堪布、朵什、嘉豆等处，活佛2人，僧人及其他人员共48人。
1958年，石门寺被毁。1981年2月19日，石门寺重建开光，新修小经堂一座，有8名僧人，正常开展宗教活动。寺主堪布佛为贾拉森，为内蒙古大学副教授。

## 建筑
石门寺至今仍保存着许多珍贵文物。其中包括明永乐十七年的光明女神石浮雕像，华锐·罗桑饶布萨在青海祁连阿柔大寺举行时轮灌顶时的赠品——五世达赖亲手雕刻的象牙十一面观音像，六世达赖的斗篷及画像，一世贡唐仓活佛和五世东科活佛的帽子，华锐·罗桑饶布萨的骨灰塔、坎肩、墨迹，西藏热振寺印的大威德金刚画像，清朝初年的自鸣白海螺，阿拉善南寺堪布一世拉宗阿旺隆智达吉所著《仓央嘉措传》草书手抄本，阿拉善南寺堪布四世在藏历十五绕迥金猴年（1880年）撰写的《高僧法座规程》等等。
光明女佛（即金刚亥母）石浮雕像为阳刻石像，自石门寺院墙壁中发现，保存完好。佛像刻于高75厘米，宽24厘米的沙石板上，裸足，半披袈裟，头戴嵌珠宝冠，右臂下垂置右膝上，左手执莲枝于胸前，端坐于莲花座上，乘小猪拉车。龛壁以云纹围绕，左上角雕有月亮，右上角雕有太阳。下方以藏文刻有佛名，译成汉文为“光明女佛”。背面以汉文铭刻“刻于明永乐十年”。